# Yannick Chenevard
 (juin 2022).
Yannick Chenevard, né le 27 novembre 1959 à Toulon (Var), est un homme politique français.
Il est élu député de la 1ère circonscription du Var aux élections législatives de 2022, réélu aux élections législatives de 2024. Il est membre de la commission de la défense nationale et des forces armées et rapporteur du budget de la Marine à l'Assemblée Nationale.
Ancien membre du parti Les Républicains (et UMP depuis 2002), auparavant du Centre des démocrates sociaux devenu Force Démocrate, il est élu à la mairie de Toulon depuis 2001 (adjoint au maire, 1er adjoint de 2020 à 2022) et à la Métropole Toulon Provence Méditerranée (Vice-président jusqu'en 2022),,,.

## Biographie
Il a servi 15 ans au service de santé des armées.

### Parcours politique
Il est élu à la mairie de Toulon puis à la métropole de Toulon Provence Méditerranée depuis 2001 sur les listes d'Hubert Falco,,,.
Depuis le 19 juin 2022, il est député de la 1ère circonscription du Var, (Toulon) et siège à l'Assemblée nationale,.

## Détail des mandats et fonctions

### Fonctions électives

#### Assemblée nationale
Yannick Chenevard est élu député de la 1re circonscription du Var, le 19 juin 2022 face au candidat du Rassemblement national, avec 53,49 % des suffrages exprimés.

#### Toulon
En raison de la loi sur le non-cumul des mandats, Yannick Chenevard démissionne de ses fonctions de Premier adjoint au maire de Toulon, et vice-président de la métropole Toulon Provence Méditerranée en juillet 2022. Il reste conseiller municipal de Toulon et métropolitain.

## Décorations et distinctions
- Officier de la Légion d'honneur depuis le décret du 31 décembre 2021[14] (précédemment chevalier par décret du 13 juillet 2011[15]).